# آتش‌سوزی ۲۰۲۴ ساختمان در المنقف
در سحرگاه ۱۲ ژوئن ۲۰۲۴، وقوع آتش‌سوزی در یک ساختمان مسکونی در المنقف در استان احمدی کویت که ۱۹۶ کارگر مهاجر مرد گروه NBTC در آن ساکن بودند، منجر به کشته‌شدن ۵۰ کارگر مهاجر شد. دست‌کم ۴۶ نفر از کشته‌شدگان اهل هند بودند، و حدود ۵۰ نفر دیگر مجروح شدند. اکثر قربانیان بر اثر استنشاق دود جان خود را از دست دادند، در حالی که برخی دیگر بر اثر سقوط مجروح شدند. مالک ساختمان در پی آتش‌سوزی دستگیر شد.
مقامات هندی مانند نخست‌وزیر نارندرا مودی و وزیر امور خارجه کرتی واردهان سینگ به خویشاوندانِ قربانیان تسلیت گفتند و اعلام کمک کردند. آن‌ها همچنین شرایط بازگرداندن پیکر شهروندان متوفی خود را فراهم کردند.